# Kontroler biletów

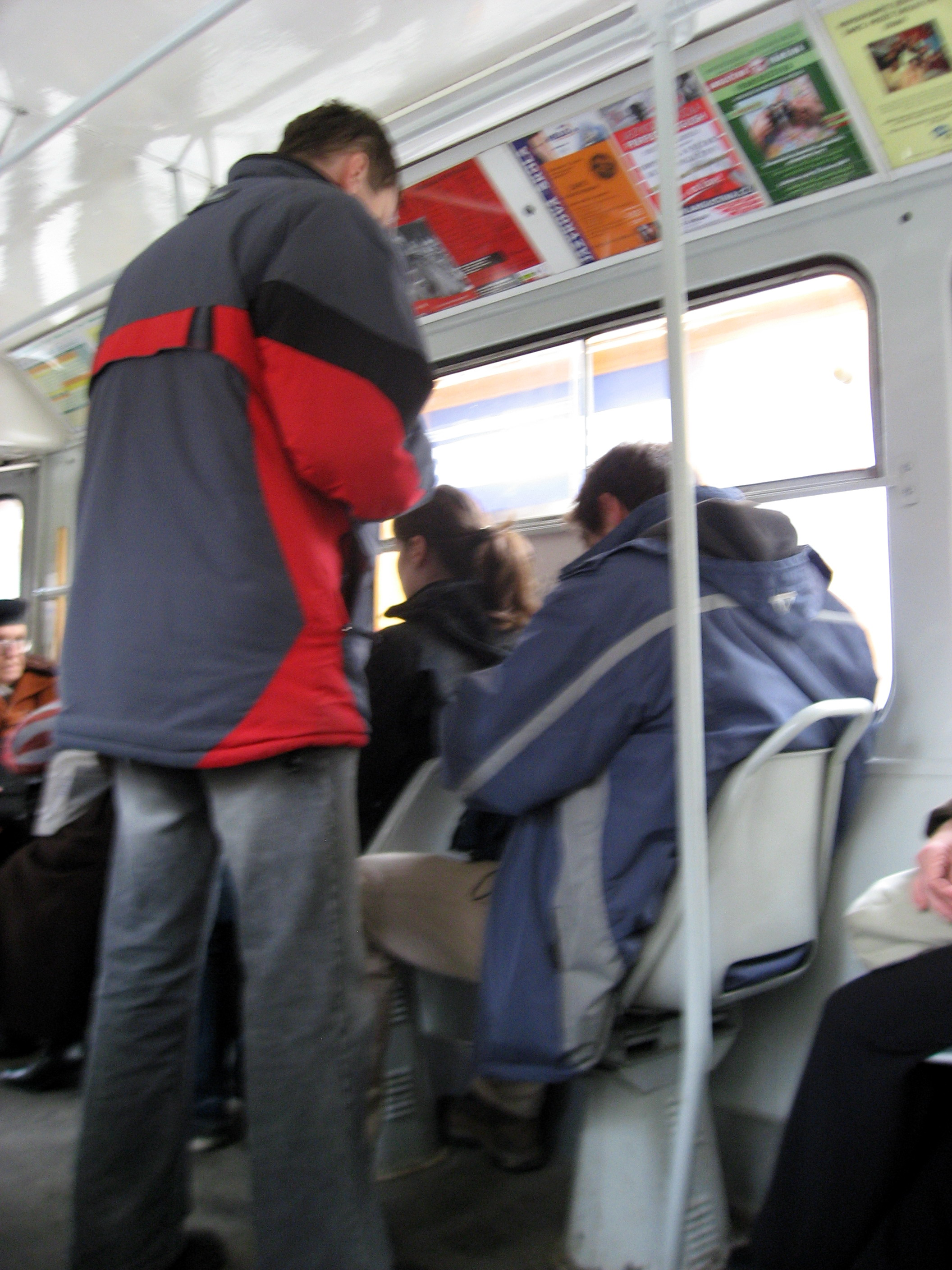
Kontroler biletów w Brnie (Czechy)

Kontroler biletów lub rewizor biletów, potocznie kanar – osoba upoważniona przez organizatora transportu na danym terenie lub przez konkretnego przewoźnika do prowadzenia kontroli dokumentów przewozu (biletów jednorazowych i okresowych) osób lub bagażu w środkach transportu zbiorowego.

## Kontroler biletów w Polsce
Kontroler legitymuje się identyfikatorem umieszczonym w widocznym miejscu zawierającym następujące informacje:
- nazwa przewoźnika,
- numer identyfikacyjny osoby dokonującej kontroli,
- zdjęcie kontrolującego,
- zakres upoważnienia,
- okres ważności,
- pieczęć i podpis wystawcy (przewoźnika).

W razie stwierdzenia braku ważnego biletu, lub dokumentu uprawniającego do bezpłatnych, lub ulgowych przejazdów kontroler biletów pobiera właściwą należność za przewóz i opłatę dodatkową. Jej wysokość określa organizator transportu zbiorowego: rada gminy, rada powiatu albo sejmik województwa. W przypadku gdy pasażer nie jest w stanie uiścić opłaty na miejscu, kontroler biletów wystawia wezwanie do zapłaty. W przypadku gdy podróżny udokumentuje, nie później niż w terminie 7 dni od dnia przewozu, uprawnienia do bezpłatnego lub ulgowego przejazdu, bądź okaże bilet okresowy, którego nie miał podczas przejazdu, pobrana opłata dodatkowa, po uiszczeniu opłaty manipulacyjnej, podlega zwrotowi, a w przypadku wezwania do zapłaty – umorzeniu.
Od kanarkowego koloru otoków na czapkach dawnych kontrolerów biletów nazywany jest w mowie potocznej „kanarem”.

### Zmiana uprawnień kontrolerów biletów
W marcu 2011 roku weszły w życie zmiany w ustawie o publicznym transporcie zbiorowym nadające dodatkowe kompetencje przewoźnikowi i osobie upoważnionej przez nią do kontroli biletów.

#### Przed marcem 2011 roku
Kontroler nie miał uprawnień do podejmowania działań mających na celu ustalenie tożsamości podróżnego innych niż wezwanie odpowiednio uprzywilejowanych służb państwowych, w szczególności nie mógł uniemożliwić pasażerowi opuszczenia pojazdu. W tym zakresie wypowiedział się jednoznacznie Naczelny Sąd Administracyjny w Warszawie w wyroku z dnia 19 stycznia 2005 roku, sygn. akt OSK 790/04, stwierdzając, iż: „Postanowienie regulaminu przewozu osób i bagażu upoważniające kontrolera do udaremnienia próby opuszczenia pojazdu pasażerowi, który to kontroler nie jest ani funkcjonariuszem Policji, ani innym organem porządkowym, mającym ustawowe prawo do zatrzymania podróżnego, narusza art. 41 ust. 1 Konstytucji Rzeczypospolitej Polskiej oraz art. 33a Prawa przewozowego”.

#### Zmiany od marca 2011 roku
Zgodnie z ustawą z 16 grudnia 2010 roku o publicznym transporcie zbiorowym (wchodzącą w życie od 1 marca 2011), uprawnienia kontrolera zostają rozszerzone o możliwość ujęcia podróżnego, który nie uiścił opłaty za przewóz oraz odmówił okazania dokumentu stwierdzającego tożsamość. Podróżny nie okazujący w takiej sytuacji dowodu tożsamości podlega karze grzywny. Kontroler zyskuje również prawo wskazania podróżnemu miejsca oczekiwania na przyjazd policji. Podróżny, który nie pozostanie we wskazanym miejscu, również może ponieść karę w postaci grzywny.
Najważniejsze aktualne kompetencje kontrolera biletów są więc następujące:
- Może dokonywać kontroli dokumentów przewozu osób lub bagażu.
- W razie odmowy zapłacenia należności może żądać okazania dokumentu umożliwiającego stwierdzenie tożsamości podróżnego.
- W razie niemożności ustalenia tożsamości podróżnego kontroler może zwrócić się do funkcjonariusza Policji, lub Straży Miejskiej o podjęcie czynności zmierzających do ustalenia tożsamości podróżnego.
- W razie uzasadnionego podejrzenia, że dokument przewozu albo dokument uprawniający do przejazdu bezpłatnego lub ulgowego jest podrobiony lub przerobiony kontroler może zatrzymać dokument za pokwitowaniem oraz przesłać go do Prokuratury lub Policji.
- Mógł dokonać ujęcia osoby nieposiadającej biletu oraz odmawiającej ukazania dokumentu tożsamości i bezzwłocznie zawiadomić policję. W trakcie oczekiwania na policję może wskazać podróżnemu miejsce oczekiwania na przyjazd odpowiednich służb. Przepis ten uchylono.